# Literatura española de la Ilustración
A lo largo del siglo XVIII eclosiona una nueva mentalidad que enlaza con la antropología renacentista 
y que en consecuencia viene a destruir la cosmovisión del mundo Barroco. Este período ha recibido el nombre de «Ilustración». 
Dicho movimiento se comenta, a grandes rasgos, en el espíritu crítico, que rompe abruptamente con el principio de autoridad, en el predominio de la razón y su fundamentación en la experiencia. Esta estructura del saber tiene como consecuencia que la filosofía y la ciencia sean las disciplinas más valoradas. Este período ha sido conocido en la Historia de las Ideas como "Siglo de las Luces" o "Siglo de la razón". Su característica más relevante es la búsqueda de la felicidad humana a través de la cultura y el progreso.
Las nuevas ideas asociadas al pensamiento ilustrado hicieron que el arte y la literatura se orientaran hacia un nuevo clasicismo (Neoclasicismo), del que se deriva el adjetivo "neoclásico". En literatura se busca la expresión moderada de las emociones, y emular normas y reglas clásicas (puestas de actualidad gracias a los descubrimientos arqueológicos de este período). Al mismo tiempo se valoró el equilibrio y la armonía como el principio estético dominante. Tradicionalmente se ha tendido a afirmar que contra tanta rigidez se reaccionó a finales de siglo, por lo que se produjo una vuelta al mundo de los sentimientos a la que se le da el nombre de "Prerromanticismo". Para algunos autores como Marta Manrique Gómez en la línea del historiador de la literatura Russell P. Sebold el romanticismo no se constituye como una reacción contra formas obsoletas sino como el desarrollo de un modo de expresión previamente imbricado en los autores que reconocemos canónicamente como ilustrados. 
si

## Marco histórico

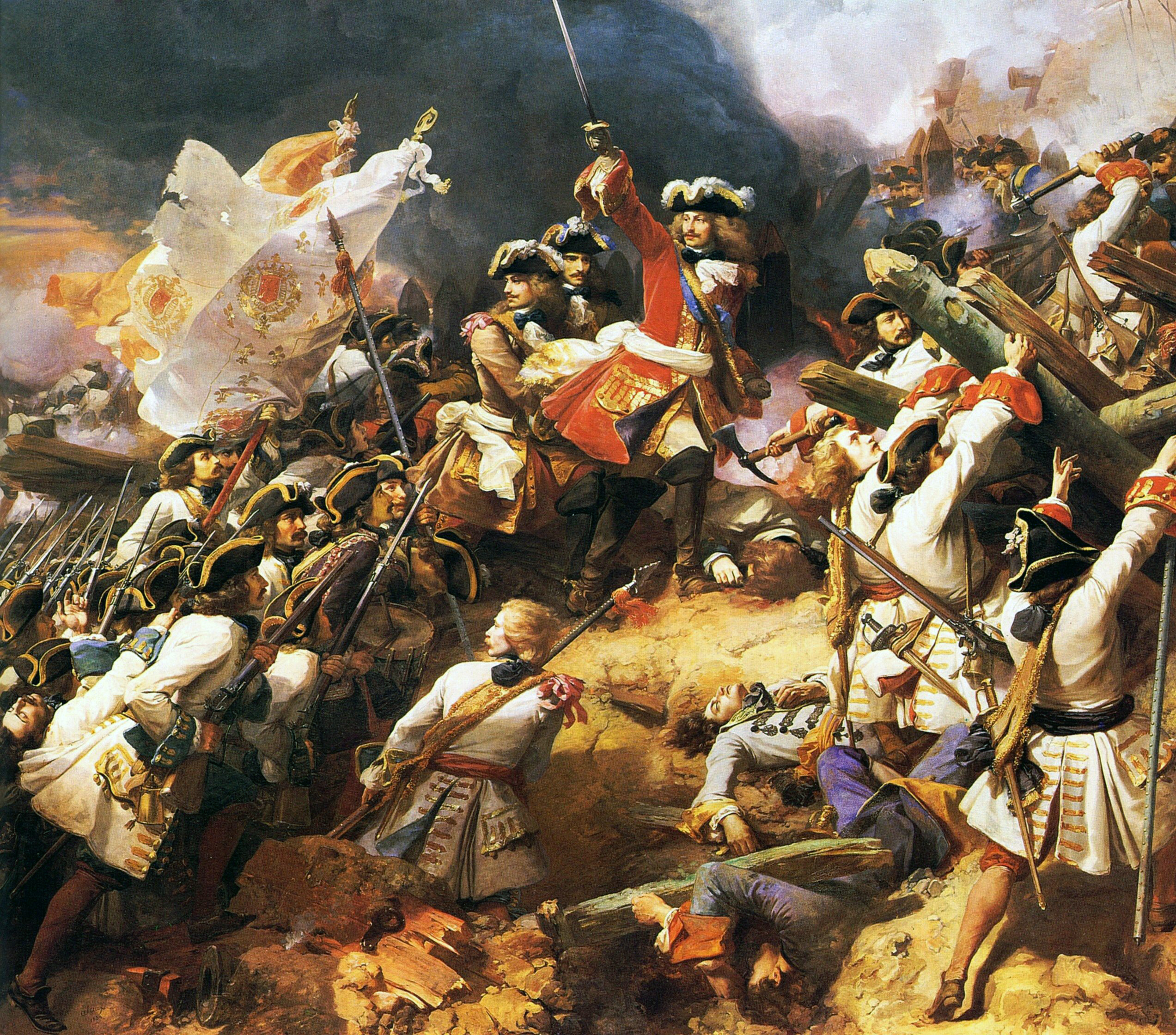
Batalla de Denain

El siglo XVIII comienza con la guerra de Sucesión española (1701-1714). Las potencias europeas, preocupadas ante el poder hegemónico del rey francés Luis XIV, unido a que su nieto Felipe de Anjou había sido nombrado heredero al trono de España por Carlos II, formaron la Gran Alianza y respaldaron el intento del archiduque Carlos de Austria para acceder a la corona. Tras el Tratado de Utrecht, Felipe V fue reconocido como rey de España(1700-1746), aunque ello acarreó la pérdida de sus dominios europeos, Menorca y Gibraltar. En 1724, abdicó a favor de su hijo Luis I, pero al morir este meses después, volvió a asumir el trono español. Durante su monarquía, desarrolló una política centralista y reorganizó la Hacienda Pública.
Tras la muerte de Felipe V, le sucedió Fernando VI (1746-1759), quien, con los ministros Carvajal y el marqués de la Ensenada, mejoró las comunicaciones y los caminos del país, fomentó las construcciones navales y favoreció el desarrollo de las ciencias.
Tras la monarquía de Fernando VI, su hermanastro Carlos III le sucedió en el trono. Prototipo de monarca ilustrado, contó con la asistencia de importantes ministros, como Floridablanca, Campomanes, Aranda, Grimaldi y el marqués de Esquilache. Sin salirse del modelo del Antiguo Régimen, modernizó el país, repobló Sierra Morena, favoreció la enseñanza, el comercio y las obras públicas.
Durante el reinado de Carlos IV, estalló la Revolución francesa (1789). Este abdicó en favor de su hijo Fernando VII, tras la invasión por los franceses en 1808.

## La Ilustración en Europa

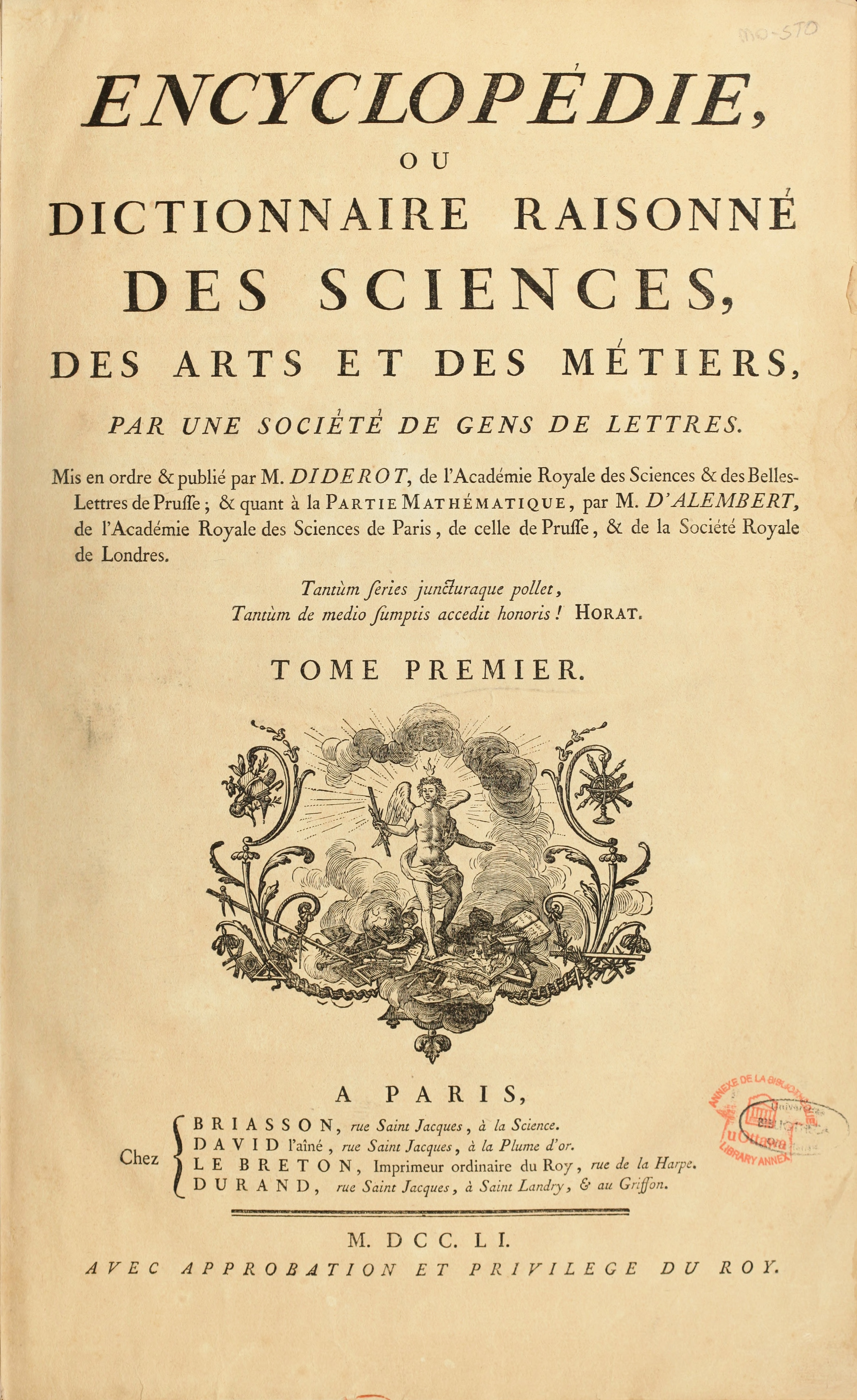
Portada de L'encyclopedie (1751)

Hacia las últimas décadas del siglo XVII, entró en crisis en Europa el sistema del Antiguo Régimen, basado en el predominio de los dos estamentos eclesiástico y nobiliario sometidos a una monarquía absoluta. En este siglo, Europa revisó críticamente el orden establecido. Propone, frente al pensamiento anterior, la razón como método universal del conocimiento, la crítica sistemática e impulsa como base de la epistemología que lo sostiene el método experimental y los estudios basados en el propio raciocinio frente al argumento de autoridad que sostuvo el pensamiento en siglos anteriores.
El saber se desplazó desde las reuniones cortesanas hasta los salones burgueses, cafés o las instituciones culturales. Se sintió la necesidad de viajar por motivos de estudio o placer, de conocer otros idiomas, de realizar deporte para fortalecer el cuerpo o de mejorar las condiciones de vida de los ciudadanos. Existía además un gran cansancio de la exuberancia ornamental barroca y de su dificultad conceptista; se deseaba mayor claridad y un mayor equilibrio; por eso en Roma nace, contra los excesos culteranos del Marinismo, bajo el impulso que le prestan los críticos Giovanni Mario Crescimbeni y Giovanni Vincenzo Gravina, la Academia de la Arcadia o de los Arcades en 1690, la cual, mediante sus sucursales o coloniae esparcirá por toda Italia el ideal del buen gusto o buon senso y del retorno a la literatura clásica.
En esta nueva actitud, el ilustrado es un filántropo que se preocupa por los demás, proponiendo y acometiendo reformas en los aspectos relacionados con la cultura y la sociedad. Defienden la tolerancia religiosa, se practica el escepticismo e incluso se llega a atacar a las religiones. En oposición a las monarquías absolutas, Montesquieu defendió las bases del constitucionalismo moderno con la separación de los poderes legislativo, ejecutivo y judicial. Los ilustrados querían gozar de libertad y elegir a sus propios gobernantes. Todo ello inspiró el lema de la Revolución francesa: Libertad, Igualdad, Fraternidad.
Las teorías ilustradas tuvieron su origen en Inglaterra, aunque alcanzaron el culmen en Francia, donde fueron recogidas en la Encyclopédie (Enciclopedia o Diccionario razonado de las ciencias, las artes y los oficios, 1751-1772), editada por Jean Le Rond d'Alembert y Denis Diderot. En esta obra se recogieron todos los saberes existentes de la época, por orden alfabético. Esta obra nace de la intención de hacer accesible a todos los ciudadanos la totalidad del saber de la época.

## Las Luces en España

### Antecedentes del reformismo: losnovatoresdelsigloXVII
Debido a la existencia de la Inquisición, el desarrollo científico durante la época de los Austrias se vio mermado por la posibilidad efectiva de la censura. El retraso, en consecuencia, con respecto a Europa se manifiesta ya como evidente a comienzos del siglo XVIII. Aun así algunos intelectuales no abandonaron la investigación desarrollando sus estudios en materias como la astronomía, la matemática o la botánica. Además difundieron las teorías científicas de Galileo Galilei, Kepler, Linneo o Isaac Newton. Entre los novatores destacan: Juan de Cabriada, Antonio Hugo de Omerique, Juan Caramuel, Martín Martínez, Tomás Vicente Tosca, Juan Bautista Corachán, así como el jesuita Mateo Aymerich, profesor de las universidades de Cervera y Gandía y que sería uno de los maestros de Juan Andrés. En el siglo XVIII, el legado que dejaron, fue continuado por otros científicos como Jorge Juan, Cosme Bueno, Antonio de Ulloa, etc.

### Penetración de las luces en España
Tras la guerra de Sucesión, los borbones encontraron una España sumida en la ignorancia. La península ibérica tenía apenas siete millones y medio de habitantes. Con una concepción política francesa, Felipe V fortaleció el poder monárquico y potenció un proceso de centralización de la nación, aboliendo los fueros y las leyes pertenecientes a los territorios de la Corona de Aragón. La Iglesia mantuvo su dominio, pese a la expulsión en 1767 de órdenes religiosas como la Compañía de Jesús. Por otro lado, el pueblo llano, formado por ganaderos, agricultores, funcionarios y marginados, tenía pocos derechos. Los monarcas paulatinamente fueron reduciendo algunos privilegios a la aristocracia hereditaria y adoptaron una postura regalista frente a la Iglesia, con la finalidad de realizar una serie de reformas básicas. A finales de siglo, había mejorado la calidad de vida de los españoles, como así lo demuestra el aumento de la población en casi tres millones de habitantes, cifra sin embargo menor a la de otros países europeos.
Las ideas ilustradas fueron entrando en España a través de diversas vías:

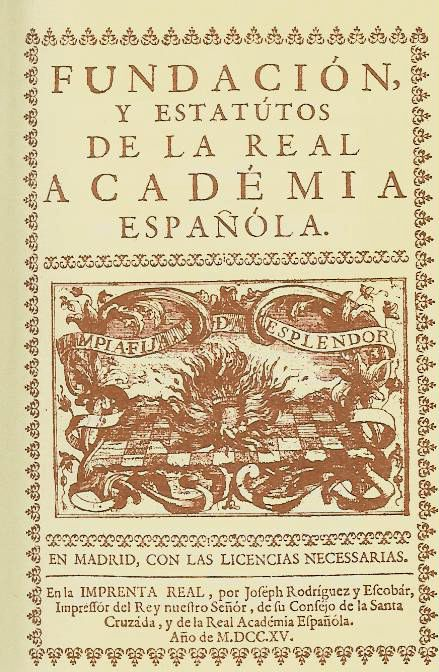
Portada de la primera edición de Fundación y estatutos de la Real Academia Española (1715).

- La difusión de las ideas de algunos ilustrados como Gregorio Mayans, Martín Sarmiento y Benito Jerónimo Feijoo.
- La propagación de las ideas enciclopedistas francesas (Rousseau, Voltaire, Montesquieu), pese a la censura de la época para evitar su introducción en la Península y la vigilancia de la Inquisición.
- Las traducciones de libros franceses de todos los géneros y la contratación de profesores extranjeros o eruditos en determinadas materias.
- Los viajes de estudio y conocimiento de la vida y costumbres europeas realizados por los eruditos e intelectuales.
- La aparición de periódicos o publicaciones donde se difundían las ideas ilustradas.
- La creación de una serie de instituciones culturales y de Sociedades económicas de amigos del país destinadas a promover el progreso social y económico de España mediante la reforma de las prácticas tradicionales. La primera de las sociedades se fundó en el País Vasco en 1765, y pronto se difundieron por toda la nación. Estaban constituidas por ilustrados procedentes de la aristocracia, la burguesía y el clero. En este siglo se crearon organismos de gran importancia, como la Real Academia Española, fundada para ocuparse de la lengua castellana y su literatura. Su lema era Limpia, fija y da esplendor. Esta sociedad pretendía establecer normas para el uso correcto del lenguaje, y su primer esfuerzo se destinó a la elaboración de un Diccionario de la lengua castellana, conocido hoy como Diccionario de Autoridades, en seis tomos (1726-1739). En él se puede encontrar la etimología de cada palabra, y cada acepción va acompañada de una cita sacada de la obra de un escritor célebre (las autoridades) que demuestra su existencia e ilustra su uso. Otras instituciones que surgieron en aquella época fueron la Biblioteca Nacional (1712), la Real Academia de la Historia (1738), el Real Jardín Botánico (1755), la Real Academia de Bellas Artes de San Fernando (1751), la Real Academia de Buenas Letras de Barcelona (1752) y el Museo del Prado (1819)

El máximo esplendor de la Ilustración en España fue durante el reinado de Carlos III, y su decadencia, por las fechas de la Revolución francesa (1789) y la invasión napoleónica de la península ibérica, en 1808. Los reformadores, pese a contar con el apoyo de la Corona, no obtuvieron el reconocimiento de los grupos privilegiados; muchos fueron calificados como extranjerizantes y acusados de atentar contra la tradición y la enseñanza religiosa. Tras la Revolución francesa, algunos fueron perseguidos, e incluso, encarcelados.

## El castellano en elsigloXVIII
En este siglo, se libra una lucha a favor de la claridad y naturalidad del lenguaje artístico, en la que muchos escritores combatían contra los restos que aún sobrevivían del estilo Barroco, es decir, la utilización de artificios a la que había llegado el Barroco tardío.
El latín era utilizado en las universidades como lengua académica, pero poco a poco se fue sustituyendo en ese papel. Querían volver al esplendor del Siglo de Oro como lengua literaria, pero para ello era necesario desarrollar formas de expresión acordes con las ciencias experimentales europeas, labor que desarrollaron Feijoo, Sarmiento, Mayans, Jovellanos, Forner, Capmany, entre otros. En el año 1813, tras la guerra de la Independencia, la Junta creada por la Regencia para realizar una reforma general de la enseñanza, ordenó el empleo exclusivo del castellano en la universidad.
Muchos de los ilustrados, para la modernización de España, defendieron la implantación de la enseñanza de otros idiomas (francés, inglés, italiano) en los centros, y la traducción al castellano de obras destacadas. A lo primero se opusieron aquellos que defendían la prioridad de las lenguas clásicas (latín y griego) frente a las modernas, y a lo segundo los que rechazaban las traducciones porque introducirían en el castellano extranjerismos innecesarios y pondrían en peligro su identidad. Surgieron así dos posturas: el casticismo, que defendía un lenguaje puro, sin mezcla de voces ni giros extraños, con palabras documentadas en las autoridades (la Real Academia Española); y el purismo, que se oponía totalmente a la penetración de neologismos, sobre todo los extranjeros, acusando a sus oponentes de "mancilladores del idioma".
La lucha que congrega la atención del pueblo, basta para centrar todo el poder del Casticismo regentado con pinceladas sutiles en un periodo que se dará a conocer como purista dentro del Castellano del s. XVIII.

## Etapas de la literatura dieciochesca
Se distinguen tres etapas en la literatura española del siglo XVIII:
- Antibarroquismo (Hasta 1750, aproximadamente): Se lucha contra el estilo de los últimos barrocos, considerado excesivamente retórico y retorcido, en especial a partir de 1737, año en que se publica la Poética de Ignacio de Luzán, comienza a publicarse el Diario de los Literatos de España, Gregorio Mayáns y Siscar publica su Vida de Miguel de Cervantes Saavedra y Feijoo publica el VII.º volumen de su Teatro crítico universal y reimprime por sexta vez el primero.
- Neoclasicismo (Hasta finales del s. XVIII): Se basa en el estilo clásico heredado en Europa de las culturas de la Roma y Grecia antiguas. Los escritores imitan a los autores clásicos antiguos como Virgilio, Horacio y Ovidio y su auge se extendió desde el reinado de Fernando VI hasta bien entrado el siglo XIX.
- Prerromanticismo (finales del XVIII y comienzos del XIX): La influencia del filósofo inglés John Locke y de Laurence Sterne, junto a la de los franceses Étienne Bonnot de Condillac, Jean-Jacques Rousseau y Denis Diderot, hará surgir un nuevo sentimiento, insatisfecho con la tiranía de la razón, que hace valer el derecho de los individuos a expresar sus emociones personales (reprimidas entonces por los neoclásicos), entre las cuales figura, fundamentalmente, el amor. Esta corriente anuncia la decadencia del Neoclasicismo y abre las puertas del Romanticismo.

## Prosa
La narrativa es casi inexistente en España durante este período. Prácticamente, se reduce a la Vida de Diego de Torres y Villarroel, o al relato Fray Gerundio de Campazas del Padre Isla.
Por el contrario, el ensayo, o en general los géneros ensayísticos, es el género dominante. Esta prosa es en parte educativa y doctrinal, muestra un deseo de acercarse a los problemas del momento, tiende a la reforma de costumbres y suele hacer uso de la forma epistolar. Por otra parte se trata de los grandes géneros de la historiografía, lo que llamaríamos actualmente Ciencias humanas y, en general, de las ciencias, pues no se olvide que el concepto dieciochista e ilustrado de Literatura abraza tanto la poesía o literatura artística como toda ciencia. La Escuela Universalista Española del siglo XVIII define la gran corriente, compuesta en buena medida por jesuitas ilustrados y expulsos, en lo que se refiere a estos géneros.
Otra modalidad de gran influencia en esta época fue el periódico. Literarios, científicos o de curiosidades, publicaciones como el Diario de los Literatos de España, El Censor o el Correo de Madrid contribuyeron a difundir en España las teorías y las ideas del momento, asentando los principios de la Ilustración.
A veces, el intercambio intelectual de estas obras produce sonadas polémicas, como por ejemplo la que se estableció con motivo del provocativo "¿Qué se debe a España?" del francés Masson de Morvilliers en su Enciclopédie Méthodique (1782). Fue contestado con la reivindicación Oración apologética por España y su mérito literario de Juan Pablo Forner (1786); que fue a su vez ridiculizado por la sátira Oración apologética en defensa del estado floreciente de España (1793), más conocida como Pan y Toros atribuida a veces a Jovellanos, pero realmente de León de Arroyal.

### Fray Benito Jerónimo Feijoo
El monje benedictino fray Benito Jerónimo Feijoo y Montenegro (Orense, 1676-Oviedo, 1764), poseyó una formación aristotélica, aunque su mentalidad era totalmente moderna. Sus obras alcanzaron numerosas ediciones y suscitaron muchas polémicas, tantas, que Fernando VI, en acto de despotismo ilustrado, tuvo que defenderlo designándolo consejero honorario y prohibiendo los ataques contra su obra y su persona.
Su saber se manifestó en multitud de ensayos que agrupó en los ocho tomos del Teatro crítico universal (1726-1739) y en los cinco de Cartas eruditas y curiosas (1742-1760). Feijoo veía necesario escribir para sacar a España de su atraso; con este propósito, dio a su obra un carácter didáctico, marcadamente católico, pero con la intención de que las nuevas corrientes empíricas y racionales se arraigasen, al menos en las clases cultas. Fue muy crítico con las supersticiones y los falsos milagros.
Feijoo contribuyó en la consolidación del castellano como lengua culta al defender su uso frente al latín, que aún se empleaba en las universidades. También aceptó la introducción de nuevas voces, siempre que fuesen necesarias, sin importar de donde procedan. Su producción abarca campos muy diversos, como la economía, la política, la astronomía, las matemáticas, la física, la historia, la religión, etc. Su estilo se caracterizó por su sencillez, naturalidad y claridad. Para muchos críticos, la prosa española se hace moderna con Feijoo.

### Gaspar Melchor de Jovellanos

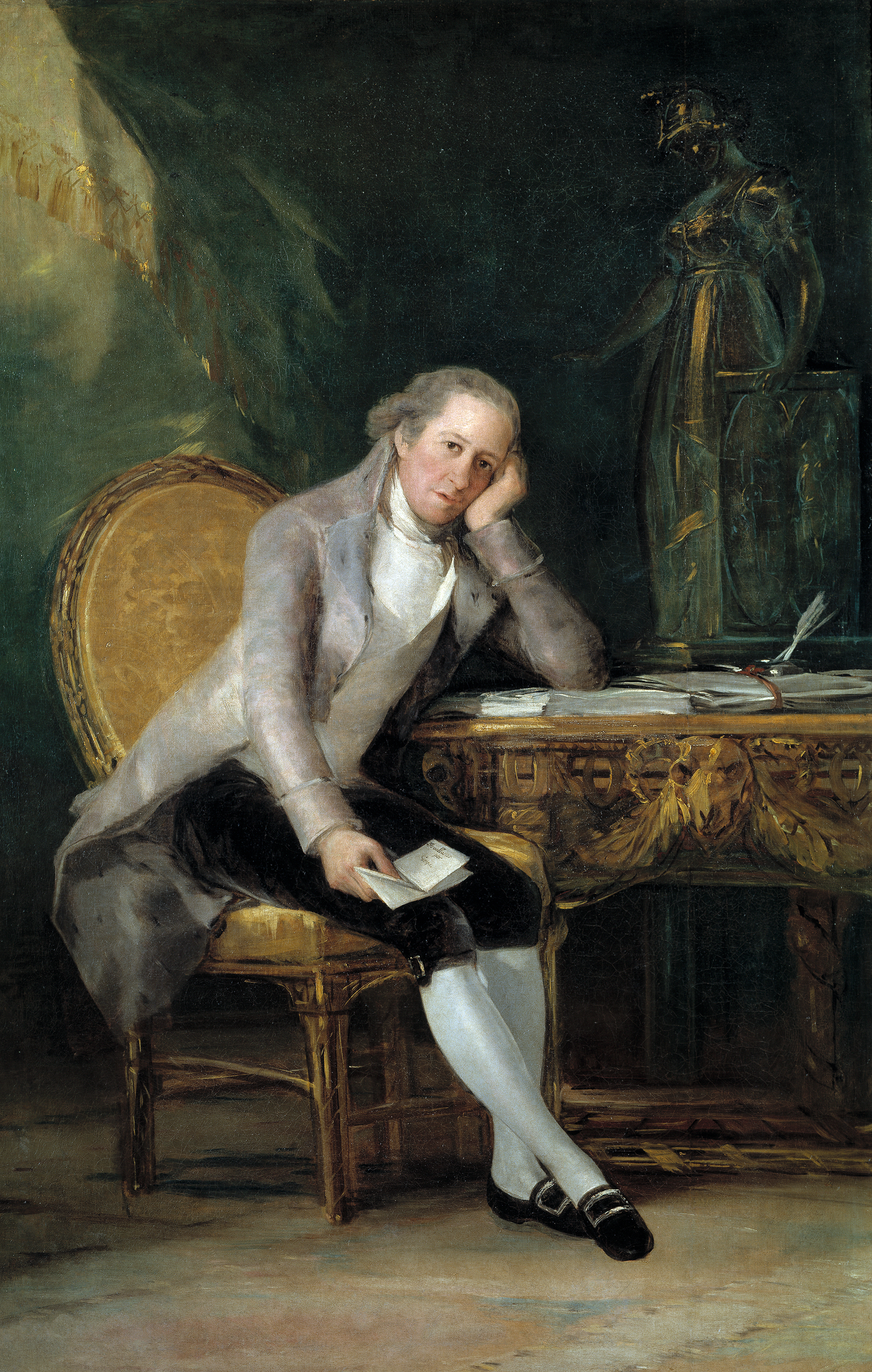
Jovellanos retratado por Goya, 1798. Museo del Prado.

Jovellanos (Gijón, 1744-Puerto de Vega, Asturias, 1811) es probablemente el ensayista español más importante del siglo XVIII. Perteneciente a una familia acomodada, estudió Leyes y fue destinado a Sevilla, donde entró en contacto epistolar con la Escuela poética salmantina. En Madrid, como alcalde de Casa y Corte, su actividad política fue en constante aumento. Tras un destierro, fue nombrado por Manuel Godoy ministro de Gracia y Justicia, y más tarde Consejero de Estado. Al perder la confianza del ministro, fue apresado en Mallorca en el Castillo de Bellver, hasta que el Motín de Aranjuez, que derrocó a Godoy, le devolvió la libertad. En 1808 formó parte de la Junta Central que hacía frente al ejército napoleónico. Fue perseguido por los franceses e intentó trasladarse a Cádiz, pero las inclemencias meteorológicas le obligaron a refugiarse en el puerto de Vega de Navia, donde falleció.
Jovellanos comenzó escribiendo poesía lírica, con el pastoril nombre (muy común en su época) de Jovino, y con ideales ilustrados. Al igual que Cadalso, satiriza a la aristocracia inculta en su sátira A Arnesto. Pero pronto se cansó de la poesía, que consideró un juego de adolescente al que no se aplicaba la razón, y que era impropio de un hombre respetable. Curiosamente años más tarde invita en verso a la insurrección de 1808 en el Canto para los astures contra los franceses.
También compuso El delincuente honrado, un drama reformista neoclásico. Se había promulgado una ley que condenaba a muerte al superviviente de los duelos, considerando igualmente culpables al ofensor y al ofendido; en esto se basa Jovellanos en su drama, pues para él, sólo el ofensor es el culpable. La obra sigue la línea de comedia sentimental, tan admirada en Francia, y su tono es ya prerromántico.
Uno de sus escritos más difundidos, incluso internacionalmente, fue el Informe en el expediente de la Ley Agraria (1795), que redactó en nombre de la Real Sociedad Económica Matritense de Amigos del País, desde la perspectiva del liberalismo económico, en la línea de Adam Smith (que había publicado La riqueza de las naciones en 1776).
La claridad, concisión y sobriedad son los rasgos característicos de la obra didáctica de Jovellanos.

### José Cadalso

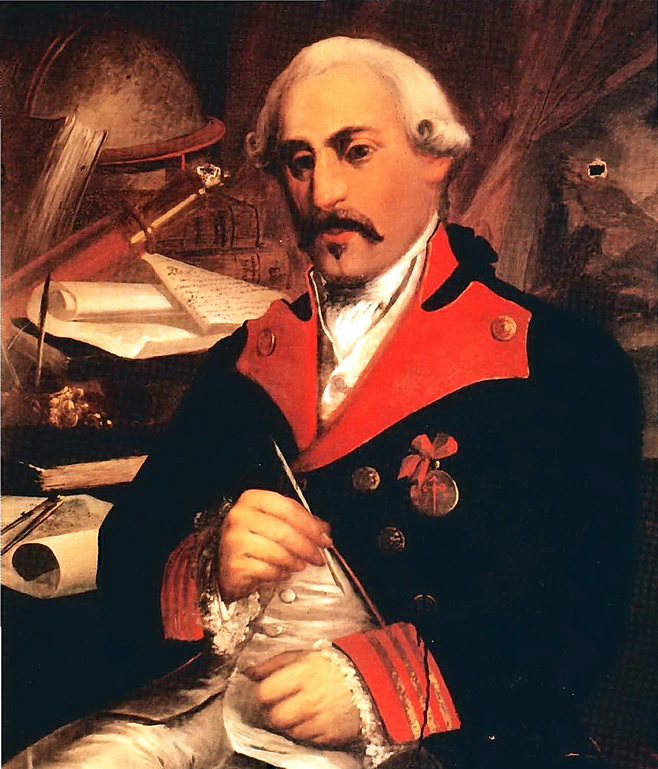
José Cadalso

José de Cadalso y Vázquez de Andrade (1741-1782) es otro de los grandes prosistas del siglo XVIII. Escribió importantes obras literarias, siendo su creación más importante Cartas marruecas. De él se decía que poseía una vasta cultura, enriquecida por sus viajes por Inglaterra, Francia, Alemania e Italia. Fue militar y obtuvo el grado de coronel. Estuvo profundamente enamorado de la actriz María Ignacia Ibáñez, la cual murió muy tempranamente, en 1771, a causa del tifus. Los excesos a los que se entregó -Cadalso incluso trató de desenterrarla- le valieron su destierro en Salamanca (ordenado para que se curara de su enajenación). Fue destinado posteriormente a Extremadura, Andalucía, Madrid y finalmente Gibraltar, lugar donde murió durante el Gran Asedio de Gibraltar. Su cuerpo sin vida fue enterrado en la Parroquia Santa María la Coronada en San Roque (Cádiz).
Como poeta, y bajo el nombre de "Dalmiro", compuso la obra Ocios de mi juventud (1773). Su amor hacia la actriz María Ignacia Ibáñez lo acercó al mundo dramático. Pese a que escribió tres tragedias, sólo una de ellas se representó, y con escaso éxito: Don Sancho García, conde de Castilla (1771). Su obra en prosa es, sin embargo, más extensa. En Noches lúgubres narra en forma dialogada el frustrado anhelo del personaje principal, Tediato, por rescatar de la tumba el cuerpo de su amada. Enteramente dieciochesco es el libro Los eruditos a la violeta, en el cual arremete contra los falsos intelectuales; siete lecciones que satirizan a aquellos que pretenden saber mucho estudiando poco.
Sin embargo, las Cartas marruecas (1789), publicadas póstumamente, son las que procuran más importancia a la producción literaria de Cadalso. De acuerdo a un modelo muy cultivado en Francia (por ejemplo, las Cartas Persas de Montesquieu), el autor compone un libro con noventa cartas que se cruzan Gazel, moro que visita España, su preceptor y amigo marroquí Ben-Beley, y Nuño Núñez, amigo cristiano de Gazel. Entre ellos comentan el pasado histórico de España y su vivir actual y juzgan la labor de los gobernantes y las costumbres del país.

### La Escuela Universalista
La Escuela Universalista Española del siglo XVIII representa una Ilustración cristiana tardía, cultural, constituida en gran parte por jesuitas transterrados que escribieron parte de su obra en Italia. Se trata de una amplia treintena de autores, encabezada por el creador de la Historia universal de las letras y las ciencias (Origen, progresos y estado actual de toda la literatura), Juan Andrés (1740-1817), autor también del más importante libro español de viaje a Italia: Cartas familiares (Viaje de Italia), y diversos estudios científicos y bibliográficos innovadores que le situaron a la cabeza intelectual de la Europa de su tiempo; por Lorenzo Hervás (1735-1809), fundamentador de ua antropología narrativa y, sobre todo, de la lingüística comparada (Catálogo de las lenguas de las naciones conocidas); y Antonio Eximeno (1729-1808), crítico brillante (Apología de Cervantes), narrador crítico satírico (Vida de D. Lazarillo Vizcardi) y el más importante musicólogo español (Del origen y reglas de la Música).
La Escuela Universalista está formada por una gama de sectores o subescuelas: historiográfica, literaria, científica, bibliográfica, lingüística, naturalista, botánica (Antonio José Cavanilles (1745-1804), José Celestino Mutis (1732-1808), Pedro Franco Dávila...), e incluso en último término meteorológica.

## Lírica
En 1737, Ignacio Luzán recogía las ideas estéticas del Neoclasicismo en su Poética. Este estilo triunfó en España imponiendo unos criterios de utilidad y servicio a la humanidad, junto a los deseos de placer estético. Dominaron los ideales artísticos importados de Francia, el "buen gusto" y el comedimiento, y se reprimían sentimientos y pasiones. La sujeción a las normas fue general, huyéndose de la espontaneidad y de la imaginación, que fueron sustituidas por el afán didáctico.
La poesía neoclásica trató temas históricos, costumbristas y satíricos. En la variante denominada Rococó, más lujosa y recargada, dominaron los temas pastoriles que exaltaban el placer y el amor galante. Formas habituales fueron odas, epístolas, elegías y romances.
Nombres importantes de la poesía española son los de Juan Meléndez Valdés, el máximo representante español del Rococó, Nicolás Fernández de Moratín y los fabulistas Tomás de Iriarte y Félix María Samaniego. Entre las poetas destacan Margarita Hickey, María Getrudis Hore, María Joaquina Viera y Clavijo, Nicolasa de Helguero y, en la transición al romanticismo, María Rosa Gálvez.
La literatura neoclásica se desarrolló principalmente en tres ciudades: Salamanca, por personas relacionadas con su Universidad; Sevilla con la influencia de su asistente (cargo similar al de alcalde) Pablo de Olavide y Madrid, en torno a la Fonda de San Sebastián. De esta manera, se agrupa a los escritores de aquella tendencia en escuelas o grupos poéticos: La escuela salmantina, en la que se encuentra Cadalso, Meléndez Valdés, Jovellanos y Forner; la escuela sevillana, en la que se incluyen los escritores Manuel María Arjona, José Marchena, José María Blanco White y Alberto Lista, quienes pronto evolucionaron hacia un Romanticismo primerizo (Prerromanticismo); y el grupo madrileño formado por Vicente García de la Huerta, Ramón de la Cruz, Iriarte, Samaniego y los Fernández de Moratín.

### Escuela salmantina

#### Juan Meléndez Valdés

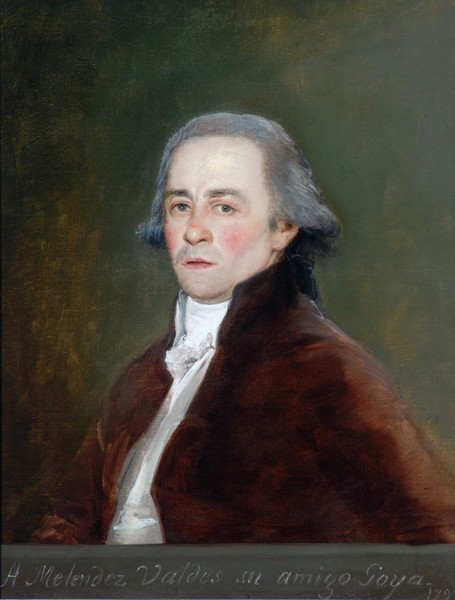
Juan Meléndez Valdés

Meléndez Valdés (Ribera del Fresno, Badajoz, 1754-Montpellier, Francia, 1814) es considerado uno de los mejores poetas del siglo XVIII. Fue catedrático en Salamanca, donde mantuvo amistades con Cadalso y Jovellanos. Desempeñó como jurista, ocupando destinos en Zaragoza, Valladolid y finalmente en Madrid, donde actuó como fiscal del Supremo. Una vez que su mentor, Jovellanos, cayó en desgracia ante Godoy, se ordenó su destierro a Medina del Campo, más tarde a Zamora y, por último, a Salamanca. Fue un afrancesado durante la guerra de la Independencia y evitó ser fusilado en Oviedo, pero no tuvo más remedio que exiliarse tras la derrota del ejército francés.
Pueden diferenciarse dos etapas en la lírica de Meléndez Valdés:
- En la primera se siente atraído en su juventud por la poesía rococó predominante y por la influencia de José Cadalso. Compone poemas anacreónticos y pastoriles con el amor como tema predominante. De esta primera etapa cabe destacar la égloga Batilo.
- Sin embargo, tras la muerte de Cadalso, y siguiendo los consejos de Jovellanos, pensó que la lírica pastoril era impropia de un magistrado, así que compuso otro tipo de poesía más acorde con su oficio. Como Jovellanos, se sensibiliza ante las desigualdades sociales, defiende la necesidad de emprender reformas que mejoren la vida del pueblo, critica las costumbres cortesanas y su poesía se vuelve filosófica, sentimental y reflexiva.

Su estilo, en sus comienzos, fue artificioso y convencional, pero más tarde se volvió muy cuidado y preciso. Él mismo definió su propósito al escribir: "He cuidado de explicarme con nobleza y de usar un lenguaje digno de los grandes asuntos que he tratado".

### El grupo madrileño
En la Corte y en los medios burgueses calaron rápidamente las ideas reformistas del siglo XVIII. Además de las Academias hubo también otras iniciativas particulares que influyeron mucho en la literatura, como es el caso de la Fonda de San Sebastián, fundada por Nicolás Fernández de Moratín y su hijo Leandro, junto con Cadalso y Jovellanos.

#### Los fabulistas: Iriarte y Samaniego
Estos dos escritores también formaron parte del grupo madrileño. Con la finalidad de corregir defectos y mostrar los valores racionales, escribieron fábulas.
- Tomás de Iriarte: (La Orotava, Tenerife, 1750 - Madrid, 1791). Fue un contertulio habitual de la Fonda de San Sebastián. Comenzó escribiendo comedias de crítica social, como El señorito mimado, contra la mala educación de los jóvenes de la época, y su réplica femenina, La señorita malcriada, cuya protagonista se deja seducir por un supuesto marqués y pierde su verdadero amor. Pese a ello, la verdadera fama de Iriarte se debe a sus setenta y seis Fábulas literarias, en las que sustenta el ideal neoclasicista mediante historietas de animales.
- Félix María Samaniego: (Laguardia, Álava, 1745-1801). Realizó sus estudios en Francia, donde adoptó las ideas enciclopedistas de la época. Su obra más importante fue Fábulas morales (1781-1784) que escribió para los alumnos del Real Seminario Vascongado, siguiendo el modelo de Esopo y Fedro, a través del francés La Fontaine.

### La escuela sevillana
Al igual que Salamanca, la ciudad sevillana tenía también una gran tradición poética. En 1751 se fundó la Academia de las Buenas Letras, que potenció la actividad literaria. A partir de 1760, y a raíz de la llegada de Pablo de Olavide como intendente del Gobierno de Andalucía, se impulsó notablemente la cultura en aquella ciudad. En el año 1776, el ilustrado es perseguido y encarcelado por la Inquisición.
Por influencia de José Cadalso y Meléndez, se escribieron poemas más recargados y coloristas que los de la escuela salmantina, influidos también por Fernando de Herrera. En la escuela sevillana destacaron poetas como Manuel María Arjona (1771-1820), José Marchena (1768-1820), José María Blanco White (1775-1841) y Alberto Lista (1775-1848). Escribieron poemas patrióticos incitando a la lucha por la libertad tras la invasión de los franceses y el regreso de Fernando VII, ya en el siglo XIX. Algunos de ellos terminaron en el exilio.

## Teatro
En teatro, los principales cultivadores fueron los del grupo madrileño. Se sometieron a lo que enseñaban los preceptistas clásicos y modernos, y crearon un teatro en pos de los intereses políticos y morales de la época.
Existen tres tendencias:
- Tendencia tradicional.

Durante la primera mitad del siglo XVIII el teatro se encuentra en decadencia. Hay continuadores de Calderón de la Barca, carentes casi todos de inventiva. Entre el público triunfan las comedias de enredo, de magia, de milagros de santos y de historia. Para la aristocracia, se montaron zarzuelas y óperas, de gusto italiano. Se estrenan también algunas traducciones de obras francesas. Los ilustrados criticaron y satirizaron esta corriente dramática, pidiendo la representación de obras que enseñasen buenos ejemplos y que respetasen las reglas aristotélicas.
- Tendencia neoclásica.

Tratando de acabar con esta decadencia, el conde de Aranda mandó rescatar las obras del Siglo de Oro que no infringieran demasiado las directrices aristotélicas, adaptándolas de ser necesario, y apoyando también la traducción de obras extranjeras. A su vez, también animó a los escritores neoclásicos a componer nuevas tragedias vinculadas con la razón y las nuevas reformas que se estaban imponiendo. Varios autores ilustres aceptaron esas ideas, aunque pocas obras atrajeron al público.
- Tendencia popular.

Los sainetes gozaron del apoyo popular. Estaban escritos en verso, emparentado con los pasos y entremeses de los siglos anteriores. El autor más importante de sainetes fue Ramón de la Cruz.
El teatro adopta las nuevas modas que llegaban de Francia. En el teatro neoclásico también se impuso la razón y la armonía como norma. Se acató la llamada «regla de las tres unidades», que exigía una única acción, un solo escenario y un tiempo cronológico coherente en el desarrollo de la acción dramática. Se estableció la separación de lo cómico y lo trágico. Se impuso la contención imaginativa, eliminando todo aquello que se consideraba exagerado o de «mal gusto». Se adoptó una finalidad educativa y moralizante, que sirviera para difundir los valores universales de la cultura y el progreso.
Aunque menos racionalista que otros géneros, la tragedia cultivó temas históricos, como es el caso de la más conocida, Raquel, de Vicente García de la Huerta. Pero sin lugar a dudas el teatro más representativo del momento fue el de Leandro Fernández de Moratín, creador de lo que se ha dado en llamar «comedia moratiniana». Frente al género trágico, el más común entonces, y que practicaba su padre, Nicolás, y frente al sainete costumbrista y amable de Ramón de la Cruz, Moratín hijo ridiculizó los vicios y costumbres de su época, en un claro intento de convertir el teatro en un vehículo para moralizar las costumbres.

### Leandro Fernández de Moratín

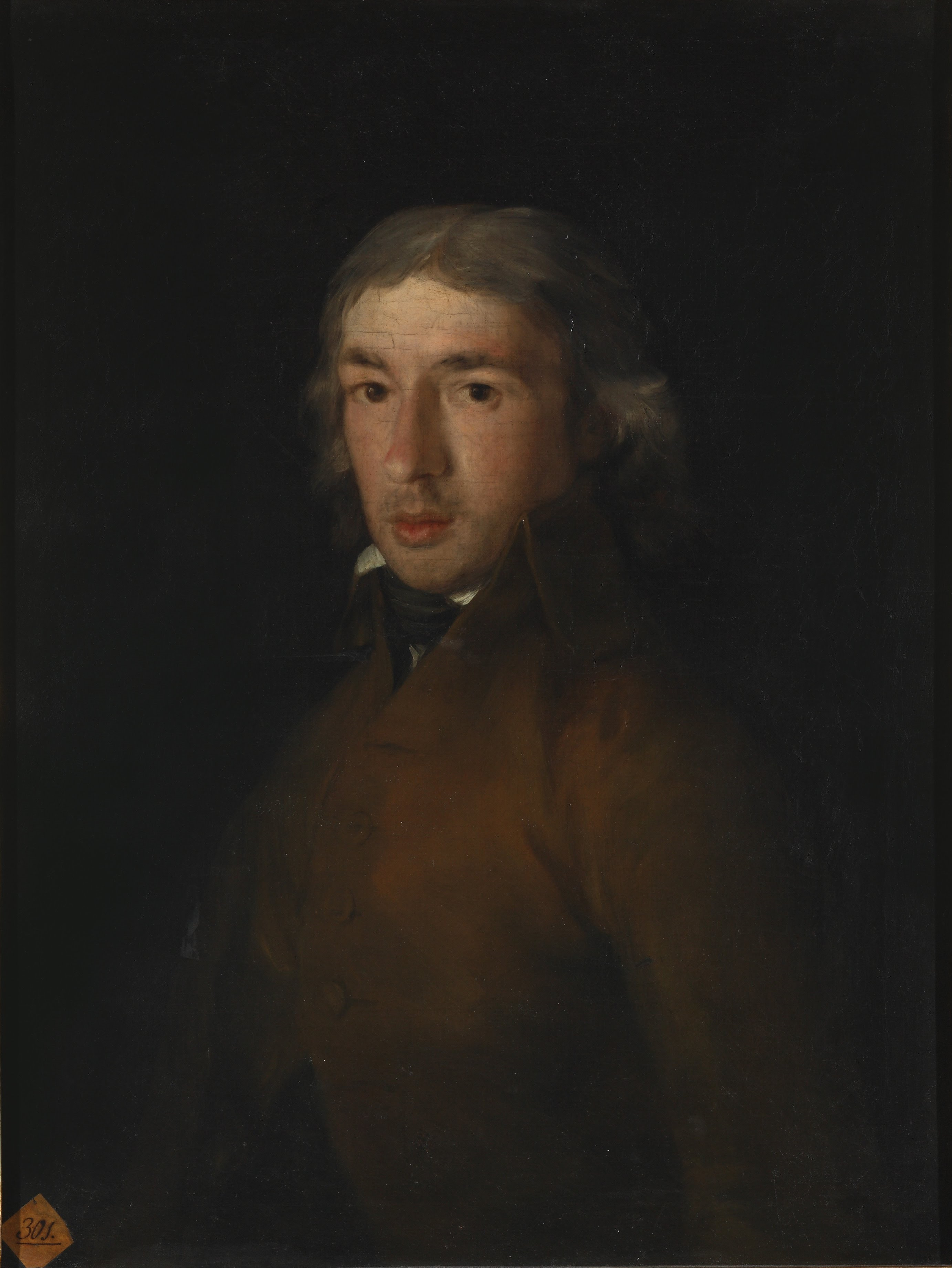
Leandro Fernández de Moratín en 1799, por Goya.

Hijo de Nicolás Fernández de Moratín (Madrid, 1760 - París, 1828), Leandro es el principal autor dieciochesco de teatro. A su padre se le debe su orientación neoclásica. Protegido de Jovellanos y Godoy, viajó por Inglaterra, Francia (presenció el estallido de la Revolución francesa) e Italia. Cayó enamorado de Paquita Muñoz, mucho más joven que él, con la que no llegó a casarse por su deseo de no contraer compromisos. Fue un afrancesado y aceptó de José Bonaparte el cargo de Bibliotecario Mayor, por lo que se le desterró a Francia, donde fallecerá tras la derrota de los invasores.
Obra
Como poeta, escribió poemas satíricos como la Sátira contra los vicios introducidos en la poesía castellana, tema que vuelve a tratar en prosa en La derrota de los pedantes. La crítica actual considera a Moratín el lírico más destacado del siglo XVIII. En el poema Elegía a las musas, ya viejo, se despide de la poesía y del teatro, los cuales habían sido su razón de vivir.
Como autor dramático, escribió únicamente cinco comedias que le procuraron una gran reputación entre la gente ilustrada. En El viejo y la niña y en El sí de las niñas (1805), defiende el derecho que tiene la mujer de aceptar o no a su cónyuge contra la imposición de la familia, pues era frecuente casar a jovencitas con viejos adinerados. En La mojigata critica la hipocresía y la falsa piedad. Otra comedia es El barón y por último La comedia nueva o El café (1792), una burla hacia los autores que ignoran las reglas aristotélicas.

### Ramón de la Cruz
El sainetero Ramón de la Cruz (Madrid, 1731-1794) fue uno de los autores más aplaudidos por el público y más criticado por los neoclásicos (aunque algunos de ellos, ante el apoyo popular de sus obras, se retractó). Comenzó escribiendo tragedias de corte neoclásico, rechazando el teatro "desarreglado" que prefería la gente. Sin embargo, sus necesidades económicas le hicieron acercarse a géneros menos ilustrados pero más aclamados por el público y los actores. De esta manera empezó a escribir zarzuelas de temática española y, a la vez, sainetes. De estos últimos escribió más de cuatrocientos, generalmente en versos octosílabos, y algunos en endecasílabos. Los personajes de este subgénero teatral son populares (manolas, majos, maridos burlados, albañiles, castañeras, hidalgos arruinados, etc.) y la acción suele desarrollarse en Madrid: La pradera de San Isidro, El Prado por la tarde, El Rastro por la mañana; su final, a veces quiere ser ejemplarizante. El más famoso de los sainetes es Manolo, sátira del teatro que escribían sus enemigos neoclásicos. Con su máxima "yo escribo y la verdad me dicta", pudo encontrar en el pueblo una fuente inagotable, la misma que, con mayor profundidad, inspiraría a Francisco de Goya.

## Prerromanticismo
Algunas obras de la Escuela salmantina auguran el comienzo del Romanticismo. Así, en Las noches lúgubres de José Cadalso se introduce la locura, ambientes tétricos y nocturnos y una gran pasión amorosa.
Otros autores importantes son Nicasio Álvarez de Cienfuegos (1764-1809), Manuel José Quintana (1772-1857), Juan Nicasio Gallego (1777-1853) y José Somoza (1781-1852).